# Eat the Heat
Eat the Heat je osmé studiové album německé heavymetalové skupiny Accept. Vydáno bylo v květnu roku 1989 a jeho producentem byl Dieter Dierks, který s kapelou spolupracoval již v minulosti. Nahráno bylo od září 1988 do ledna 1989 v producentově studiu v Stommelnu. V hitparádě Billboard 200 se umístilo na 139. místě. Jde o první album kapely bez zpěváka Uda Dirkschneidera.

## Seznam skladeb
Autory veškeré hudby i textů jsou členové skupiny Accept a Deaffy.

### Evropská verze
1. „X-T-C“ – 4:26
2. „Generation Clash“ – 6:26
3. „Chain Reaction“ – 4:42
4. „Love Sensation“ – 4:43
5. „Turn the Wheel“ – 5:24
6. „Prisoner“ – 4:50
7. „Mistreated“ – 8:51
8. „Stand 4 What U R“ – 4:05
9. „Hellhammer“ – 5:30
10. „D-Train“ – 4:27

### Americká verze
1. „X-T-C“ – 4:26
2. „Prisoner“ – 4:50
3. „Love Sensation“ – 4:43
4. „Chain Reaction“ – 4:42
5. „Stand 4 What U R“ – 4:05
6. „D-Train“ – 4:27
7. „Generation Clash“ – 6:26
8. „Turn the Wheel“ – 5:24
9. „Hellhammer“ – 5:30
10. „Mistreated“ – 8:51

## Obsazení
- David Reece – zpěv
- Wolf Hoffmann – kytara
- Peter Baltes – baskytara
- Stefan Kaufmann – bicí